# Мурмолка

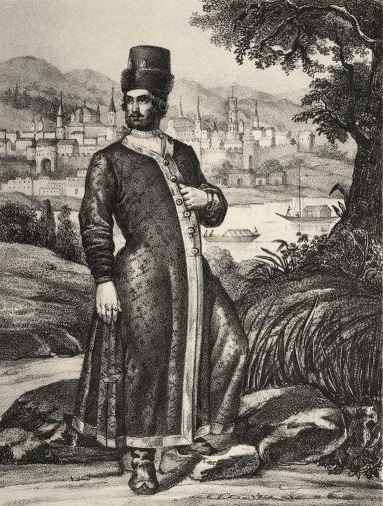
Москаль у терлику й мурмолці

Мурмо́лка (рос. мурмолка, пол. murmołka) — московська (російська) шапка із високим наголовком і хутряним околишем, розсіченим по середині.